# 종우륜도아연애료
《종우륜도아연애료》(终于轮到我恋爱了)는 2022년 방송되었던 중국의 드라마이다. 아이치이 국제판에서 중국과 동일한 일정으로 한글 자막을 통해 시청할 수 있다.

## 줄거리
- 뷰티 크리에이터인 쑤옌시는 언니인 허진시의 협박으로 인해 그녀 대신 강제로 재벌 총수인 구시청과 계약 연인이 된다. 구시청은 자신이 연애 중이라고 가장해서 병든 할머니를 기쁘게 해드리려던 거였지만, 점점 밝은 성격의 쑤옌시에게 끌리게 된다. 두 사람은 한 지붕 아래에 살며 감정을 부딪히던 중 점점 좋아하게 되었고, 쑤옌시의 세심한 배려로 인해 구시청은 점점 신경질적이고 냉혹했던 껍질을 깨고 부드러운 속내를 드러낸다. 하지만 쑤옌시는 진짜 정체를 감춘 채 진실을 말하지 못해서 갈등에 휩싸이는데...

## 등장 인물
- 뤄정 (罗正) - 구시청 역
- 임흔의 - 쑤옌시 역
- 양택 (杨泽) - 푸보야 역
- 장요 (张垚) - 난공유리 역
- 왕욱동 (王旭东) - 스투숴 역
- 이흔연 (李欣燃) - 루안안 역
- 반자연 (潘紫妍) - 허진시 역